# ATP Challenger Rio de Janeiro-4
Das ATP Challenger Rio de Janeiro-4 (offizieller Name: Dove Men+Care La Legión Rio de Janeiro) war ein 2022 einmalig stattfindendes Tennisturnier in Rio de Janeiro, Brasilien. Es war Teil der ATP Challenger Tour und wurde im Freien auf Sand ausgetragen.

## Liste der Sieger

### Einzel
| Jahr | Sieger           | Finalgegner      | Ergebnis      |
| ---- | ---------------- | ---------------- | ------------- |
| 2022 | Marco Cecchinato | Yannick Hanfmann | 4:6, 6:4, 6:3 |

### Doppel
| Jahr | Sieger                          | Finalgegner                 | Ergebnis |
| ---- | ------------------------------- | --------------------------- | -------- |
| 2022 | Guido Andreozzi Guillermo Durán | Karol Drzewiecki Jakub Paul | 6:3, 6:2 |